# 韓錫範
韓 錫範（ハン・ソクポム、朝鮮語: 한석범、1897年8月26日 - 1956年7月20日）は、日本統治時代の朝鮮の独立運動家、実業家、大韓民国の政治家。制憲韓国国会議員。本貫は清州韓氏。

## 経歴
釜山出身。晋州公立国民学校卒、釜山公立商業学校2年修了または卒業。三・一運動に参加した後、学院講師、実業家などを務めた。解放後は釜山西部治安隊隊長、大韓独立促成国民会釜山支部副委員長・慶南支部副総務、韓国民主党慶南道党副委員長、釜山公立女子中学校後援会長、釜山富民国民学校学父兄会長を務めた。1948年の初代総選挙で韓国民主党の候補として釜山丙選挙区から当選し、その後は民主国民党に移籍し、1950年の第2代総選挙にも立候補したが、途中で取りやめた。朝鮮戦争の際に北朝鮮に拉致され、1956年7月20日に北朝鮮で死去した。

## 活動
国会議員としては「外軍の撤退に関する決議案」に反対し、「米軍の継続駐屯を要請する緊急決議案」の提出に参加した。また、ハングル専用を主張し、漢字併用修正案に反対した。交通部と逓信部の合併が議論された時にも、「交通は足で逓信は口と耳、これをどうやって統合できるか？」などと言って反対した。